# Bärbel Aichinger
Bärbel Aichinger (* 3. September 1940) ist eine ehemalige deutsche Hockeyspielerin.

## Werdegang
Bärbel Aichinger ist von Beruf Sportlehrerin. Sie interessierte sich außerhalb ihrer beruflichen Tätigkeit besonders für das Hockeyspiel. Sie wurde deshalb Mitglied des HTC Stuttgarter Kickers, bei dem auch ihr Bruder Utz Aichinger als Hockeyspieler erfolgreich tätig war. Bärbel Aichinger spielte in ihrem Verein Hockey sowohl in der Form des Feldhockeys als auch im Hallenhockey. Wegen ihrer guten Leistungen gehörte sie bald zu den Stammspielerinnen der ersten Mannschaft, mit der sie drei Mal Deutsche Meisterin im Hallenhockey wurde, und zwar in den Jahren 1969, 1970, und 1971.
Wegen ihrer Erfolge wurde sie auch Mitglied der deutschen Frauenhockeymannschaft, in der sie in den Jahren 1960–1971 51 Mal eingesetzt wurde.
Am 3. März 1962 verlieh Bundespräsident Heinrich Lübke einigen deutschen Frauen, die erfolgreiche Mitglieder der deutschen Frauenfeldhockeynationalmannschaft waren, das Silberne Lorbeerblatt. Zu den Ausgezeichneten gehörten neben Bärbel Aichinger auch Jutta Röchling und Katrin Hartung.
Nach Abschluss ihrer Karriere als Spielerin wurde sie eine gefragte Schiedsrichterin, die von 1971 bis 1990 als Bundesligaschiedsrichterin und von 1974 bis 1987 auch international eingesetzt wurde. Seit Mai 2005 ist sie Mitglied der Kommission für Schiedsrichter- und Regelfragen des Deutschen Hockey-Bundes.